# Mao Hengfeng
Pour les articles homonymes, voir Mao.
Mao Hengfeng, née le 9 décembre 1961, est une militante des droits des femmes et des droits de l’homme en République populaire de Chine.

## Biographie
Alors que Mao Hengfeng est mariée à Wu Xuewei, le couple ayant déjà deux jumeaux, le planning familial lui ordonne d'avorter en 1988, car Mao Hengfeng est de nouveau enceinte. Elle refuse cet avortement, elle est congédiée de son travail. Mao Hengfeng est à l'initiative d'une pétition pour contester ce licenciement, ce qui lui vaut plusieurs séjours en hôpitaux psychiatriques. Enceinte une troisième fois, elle est contrainte cette fois-ci d'avorter au septième mois de grossesse. 
En 2009, après le procès de Liu Xiaobo condamné à 11 ans de prison, Mao Hengfeng proteste contre le verdict. Elle est alors arrêtée et envoyée pendant un an dans un camp de travail.
Libérée début 2010, elle manifeste devant le Congrès municipal populaire de Shangh : « Représentants de Shanghai, vous devez soutenir votre population. Venez nous écouter ! Nous voulons la démocratie et la liberté et qu’on mette fin à la torture ! ». Elle est arrêtée, détenue huit jours pour trouble à l’ordre public et vraisemblablement battue selon sa famille.
En mars 2010, elle est condamnée à 18 mois de « rééducation par le travail » pour « trouble à l’ordre social ». Elle est internée dans un centre pour femmes de la province de l’Anhui en avril. En mai, elle fait une grève de la faim pour obtenir son procès en appel. Lors de celui-ci,  Mao Hengfeng indique qu'elle a été battue à plusieurs reprises, elle montre des traces de coups à la cour. Interdite de visite depuis le début de sa détention, sa famille peut la voir uniquement en janvier 2011. Elle est libérée six mois avant la fin de sa peine pour raison de santé. Outre une hypertension artérielle, elle souffre de blessures provoquées par les tortures subies. Deux jours après sa libération, elle est de nouveau arrêtée pour être emprisonnée à la prison-hôpital de la ville Shanghai, elle est libérée en juillet. Elle est ramenée chez elle en fauteuil roulant et perd connaissance à son arrivée chez elle. Les autorités chinoises refusent qu'elle soit transportée dans un hôpital car « Shanghai accueille les 14ème championnats du monde de natation jusqu’au 31 juillet et, pour des raisons de stabilité sociale, des personnes comme Mao Hengfeng ne sont pas autorisées à sortir ».
En novembre 2011, avec 42 autres militants, tente de rentrer en contact avec Chen Guangcheng puis Ai Weiwei, la police les en empêche. Elle est de nouveau arrêtée en octobre 2012, elle est condamnée à 18 mois de rééducation pour « troubles à l'ordre social » .

## À voir